# 東京フリー・メソジスト教会
東京フリー・メソジスト教会（とうきょうフリー・メソジストきょうかい）は、日本のプロテスタント系メソジスト派の団体の1つ。日本福音同盟に加盟している。

## 沿革
- 1860年 北米メソジスト監督教会より分離したB.T.ロバーツが自由メソジスト教会を結成した。
- 1896年（明治29年） 柿原正次、河辺貞吉らによって淡路島から開拓伝道を開始した。関西地方、首都圏で教会が形成される。
- 1923年（大正12年） 日本年会に昇格される。
- 1941年（昭和16年） 日本基督教団が設立され、教団第8部として参加する。
- 1952年（昭和27年） 日本自由メソヂスト教団が結成される。

戦後、米国フリー・メソジスト引退牧師夫人のエバ・B.ミリカンが来日して宣教を開始する。最初は日本のフリーメソジストを助けるつもりであったが、事情があって自宅を開放して集会を開き、集まった高校生を中心として教会を建てる。信仰と規範と実践において一致できなくなり、フリーメソジストの信仰を守るために単立教会になる。
日本フリーメソジスト教団との合流も議論されたが、2000年（平成12年）に合流案が廃案となり、立ち消えとなっている。

## 特色
- 福音的アルミニアン・プロテスタント主義の信仰に立っている。
- ジョン・ウェスレーの聖化についての聖書の教えを明確に強調している。
- 創立者によって開拓伝道、海外宣教を重要視している。台湾、ブラジル、北米、タイに宣教師を派遣している。

## 主な牧師
- 野田秀（フリーメソジスト桜ヶ丘教会）